# Nove, Iakîmivka
Nove (în ucraineană Нове) este un sat în comuna Atmanai din raionul Iakîmivka, regiunea Zaporijjea, Ucraina.

## Demografie
Componența lingvistică a localității Nove
     Ucraineană (68,72%)
     Rusă (28,19%)
     Alte limbi (0,88%)
Conform recensământului din 2001, majoritatea populației localității Nove era vorbitoare de ucraineană (68,72%), existând în minoritate și vorbitori de rusă (28,19%) și armeană (2,2%).